# الكرعاني
 الڭرعاني (بالإنجليزية: EL GOURAANI)‏ هي جماعة قروية تابعة لإقليم آسفي ضمن جهة دكالة عبدة بالمغرب.  بلغ مجموع عدد سكان  الڭرعاني حسب إحصاءات 2004  حوالي 11278 نسمة  يعيشون في 1762 أسرة.

## دواوير الجماعة
اولاد زكري
الشويحات 
اولاد العين
الصوالح
الحروشة
اولاد الصغير
الزيادنة
اولاد ميمون
اولاد مبارك
الغربان